# Batha (prefeitura)

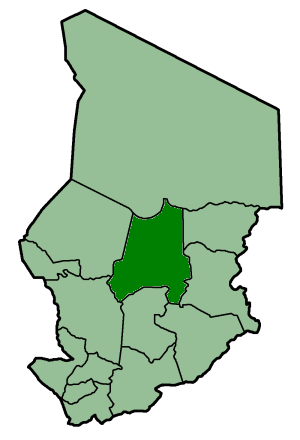
Batha

Batha é uma antiga prefeitura do Chade, que deu origem à região de Batha.